# 아일랜드 (2018년 영화)
《아일랜드》(중국어: 一出好戲)는 2018년 공개된 중국의 드라마 모험 영화이다.

## 출연진
주연
- 황발 - 마진 역
- 서기 - 샨샨 역
- 레이 - 샤오 싱 역

조연
- 왕바오창 - 샤오 왕 역
- 위허웨이 - 장 종 역
- 왕신 - 라오 팬 역
- 이근근 - 제제 역

## 수상 정보
- 2018년 제23회 부산국제영화제 후보 아시아영화의 창